# Тейруз, Жан
Жан Тейруз (фр. Jean Teyrouz, род. 6 мая 1941 года, Алеппо, Сирия) — епископ Армянской католической церкви. Ординарий епархии Святого Креста в Париже (с 2013 г.)

## Образование
Окончил начальную школу в Алеппо, малую семинарию в Джунии и Бзоммаре (англ.), большую семинарию в Риме; изучал философию и теологию в Папском Григорианском университете и социологию в Университете Святого Иосифа в Бейруте. Бакалавр философии (1962 г.) и бакалавр богословия (1964 г.) Папского Григорианского университета и лиценциат богословия и магистр социологии университета Святого Иосифа в Бейруте.

## Священник
24 декабря 1965 года рукоположен в священники в Патриаршей конгрегации Бзоммара (англ.).
В 1966—1967 годах — заместитель директора епархиальной школы Алеппо.
В 1968—2001 годах — занимал различные должности в Монастыре Богоматери из Бзоммар, в том числе, был экономом, проректорм и ректором малой семинарии. Так же занимал должность заместителя директора школы мхитаристов в Бурдж Хаммуде (Ливан) и был преподавателем в различных учебных заведениях. Кюре в Бурдж Хаммуде. В 1982 году — кюре в Венесуэле.

## Епископ
С 27 сентября 2000 года — куриальный епископ Патриархата Киликии и титулярный епископ Милитены армянской. 25 марта 2001 года состоялась его епископская ординация.
Со 2 февраля 2013 года — ординарий епархии Святого Креста в Париже. Апостольский визитатор для армян-католиков, проживающих в Западной Европе.